# روتي (قرطبة)
بلدية روتي (بالإسبانية: Rute)‏، هي إحدى بلديات مقاطعة قرطبة إحدى مقاطعات إسبانيا، و التي تقع في منطقة الأندلس جنوب إسبانيا.
يبلغ عدد سكانها 10.629 نسمة وفقاً لإحصائية سنة (2007).